# Magic Bullets
Magic Bullets es un libro escrito por Nick Savoy en 2007 sobre la dinámica social, la teoría de la seducción y las relaciones. La obra está dirigida principalmente a los hombres, y presenta los principios y estrategias para alcanzar y atraer a las mujeres.
Magic Bullets es un libro polémico desde su lanzamiento, debido principalmente a su tono y la aplicación de los principios científicos de la biología evolutiva y la sociobiología a las relaciones humanas. Sin embargo, rápidamente se convirtió en una obra de referencia en la comunidad de la seducción
Magic Bullets describe los principios y técnicas para el dominio de las interacciones entre hombres y mujeres, algunos de los cuales se hicieron famosos, como los abridores. La base del sistema desarrollado por Love Systems, el modelo de progresión emocional, es una ampliación y actualización del clásico método de Método Mystery o "M3", desarrollado por Erik Von Markovik, también conocido como Mystery.

## Contenido
El libro consta de cinco partes.
Algunos de los temas tratados son los análisis de la psicología de las mujeres (Parte I), la estructura propuesta para la interacción sexual o romántica (el modelo de progresión emocional, segunda parte) y consejos sobre cómo manejar las relaciones estables con una o más mujeres.
El modelo emocional de progresión consta de las siguientes fases:
1. Apertura
2. Transición
3. Atracción
4. Calificación
5. Confort
6. Seducción